# Zörnigall
Zörnigall là một đô thị thuộc huyện Wittenberg, bang Saxony-Anhalt, Đức.